# نينا بي بروزوفيتش
نينا بي بروزوفيتش (بالإنجليزية: Nina Py Brozovich)‏ ناشطة بوليفية في مجال المناخ. أسست إضراب مدرسي من أجل المناخ في بوليفيا. كانت جزءًا من قمة الأمم المتحدة للشباب حول المناخ.
ظهرت أعمالها في Bolivian Express ، Pagina Siete ، الأسبوعية Friday for Future. كانت جزءًا من حملة اليونيسف «جيل واحد». هي متطوعة في La Senda Verde.

## روابط خارجية
- Press - The Global Teach-In (May 26، 2020 globalteachin.com)